# 前7世纪
| 千纪： | 前2千纪 \| 前1千纪 \| 1千纪 |
| 世纪： | 前10世纪 \| 前9世纪 \| 前8世纪 \| 前7世纪 \| 前6世纪 \| 前5世纪 \| 前4世纪                                                     |
| 年代： | 前690年代 \| 前680年代 \| 前670年代 \| 前660年代 \| 前650年代 \| 前640年代 \| 前630年代 \| 前620年代 \| 前610年代 \| 前600年代 |

前700年至前601年的这一段期间被称为前7世纪。

## 重要事件、发展与成就
- 科學技術

- 戰爭與政治
  - 城濮之战
  - 亞述國王伊薩爾哈登攻埃及，攻陷孟斐斯，自號「上下埃及和努比亞之王」。(前671年)
  - 神武天皇（神日本磐余彥尊）建立日本帝國。（前660年）
  - 在北印度興起摩揭陀王國诃黎王朝。(前650年)
  - 亞述國王阿舒爾巴尼帕滅埃蘭，並洗劫其首都蘇薩。(前639年)
  - 晉文公為執政官，為庶民作法律，放棄等級不變的典章制度，鑄法於鼎。這後使孔丘對成文法表示懷疑[1]。(前636年－前628年)
  - 迦勒底人首領那波帕拉薩爾佔領巴比倫，建立巴比倫第十王朝 (又稱新巴比倫或迦勒底王朝)(約前626年)
  - 新巴比倫與米底人聯合於前612年攻陷亞述首都尼尼微，並於前609年全殲亞述的殘餘力量，亞述帝國敗亡。

- 文化
  - 拉丁字母出現。

- 社會與經濟
  - 雅典廢除君主制，成立雅典共和國，實行寡頭統治，設置「九執政官(Archon)」：名年執政官、王者執政官、司令官和六名立法官，由貴族會議選舉。(前683年)
  - 呂底亞開始鑄造錢幣，可能是世界上最古老的錢幣。(約前640年)
  - 猶大國王約西亞推行政治、宗教改革：減輕債務；奉耶和華神為全國之神，打擊異教。(前622年)

- 疾病与医学
  - 扁鹊

- 环境与自然资源

- 宗教與哲學
  - 瑣羅亞斯德開始傳教。(約前660年)